# Estação Central do Brasil (Teleférico da Providência)
A Estação Central do Brasil é uma das estações do Teleférico da Providência, situada na cidade do Rio de Janeiro, seguida da Estação Américo Brum. Administrada pela Companhia de Desenvolvimento Urbano da Região do Porto do Rio de Janeiro (CDURP), é uma das estações terminais do sistema.
Foi inaugurada em 2 de julho de 2014, entretanto encontra-se fechada desde o dia 17 de dezembro de 2016. Localiza-se no cruzamento da Rua Bento Ribeiro com a Rua Senador Pompeu. Atende o bairro do Centro, situado na Zona Central da cidade.
A estação recebeu esse nome por estar situada próxima à Estação Central do Brasil da SuperVia, de onde saem composições cujos destinos são bairros da Zona Norte e da Zona Oeste da cidade do Rio de Janeiro, incluindo municípios da Baixada Fluminense.

## Localização
A estação localiza-se na esquina da Rua Bento Ribeiro com a Rua Senador Pompeu, na região da Central do Brasil, onde situa-se a Praça Cristiano Otoni. Dada sua localização, propicia integração com: a Estação Central do Brasil da SuperVia; a Estação Central do Metrô Rio; Parada Central do VLT Carioca; o Terminal Intermunicipal Américo Fontenelle; e um terminal de ônibus urbanos municipais.